# Pueblo Viejo, Namiquipa
Pueblo Viejo är en ort i Mexiko.   Den ligger i kommunen Namiquipa och delstaten Chihuahua, i den nordvästra delen av landet, 1 400 km nordväst om huvudstaden Mexico City. Pueblo Viejo ligger 1 730 meter över havet och antalet invånare är 109.
Terrängen runt Pueblo Viejo är platt åt nordost, men åt sydväst är den kuperad. Pueblo Viejo ligger nere i en dal. Runt Pueblo Viejo är det mycket glesbefolkat, med 6 invånare per kvadratkilometer. Närmaste större samhälle är El Táscate, 6,3 km nordost om Pueblo Viejo. Trakten runt Pueblo Viejo består i huvudsak av gräsmarker.